# Polydesma boarmoides
Polydesma boarmoides är en fjärilsart som beskrevs av Achille Guenée 1852. Polydesma boarmoides ingår i släktet Polydesma och familjen nattflyn. Inga underarter finns listade i Catalogue of Life.